# Ligne 3 bis du métro de Paris
Vous lisez un « article de qualité » labellisé en 2010.  Il fait partie d'un « bon thème ».
La ligne 3 bis du métro de Paris est une des seize lignes du réseau métropolitain de Paris. Cette ligne du 20e arrondissement de Paris relie les stations Gambetta et Porte des Lilas, à l'est de la ville.
Avec une longueur d'1,3 kilomètre et seulement quatre stations, elle est la plus courte du réseau, et de loin la moins fréquentée, avec un peu plus d'un million et demi de voyageurs en 2003. Construite durant les années 1910 en tant qu'extension de la ligne 3, elle en est débranchée en 1971, lors du prolongement de la ligne 3 à Gallieni, et exploitée depuis de façon autonome.
À sa création en 1971, la ligne est dotée de rames Sprague-Thomson, jusqu'en juillet 1981.

Plan de la ligne.

## Histoire
Pour un article plus général, voir Histoire du métro de Paris.

### Chronologie
- 27 novembre 1921 : ouverture du tronçon Gambetta - Porte des Lilas de la ligne 3 et de la navette entre les lignes 3 et 7
- 3 septembre 1939 : arrêt de la navette
- 27 mars 1971 : débranchement du tronçon Gambetta - Porte des Lilas de la ligne 3 et création de la ligne 3 bis

### La ligne 3 du métro

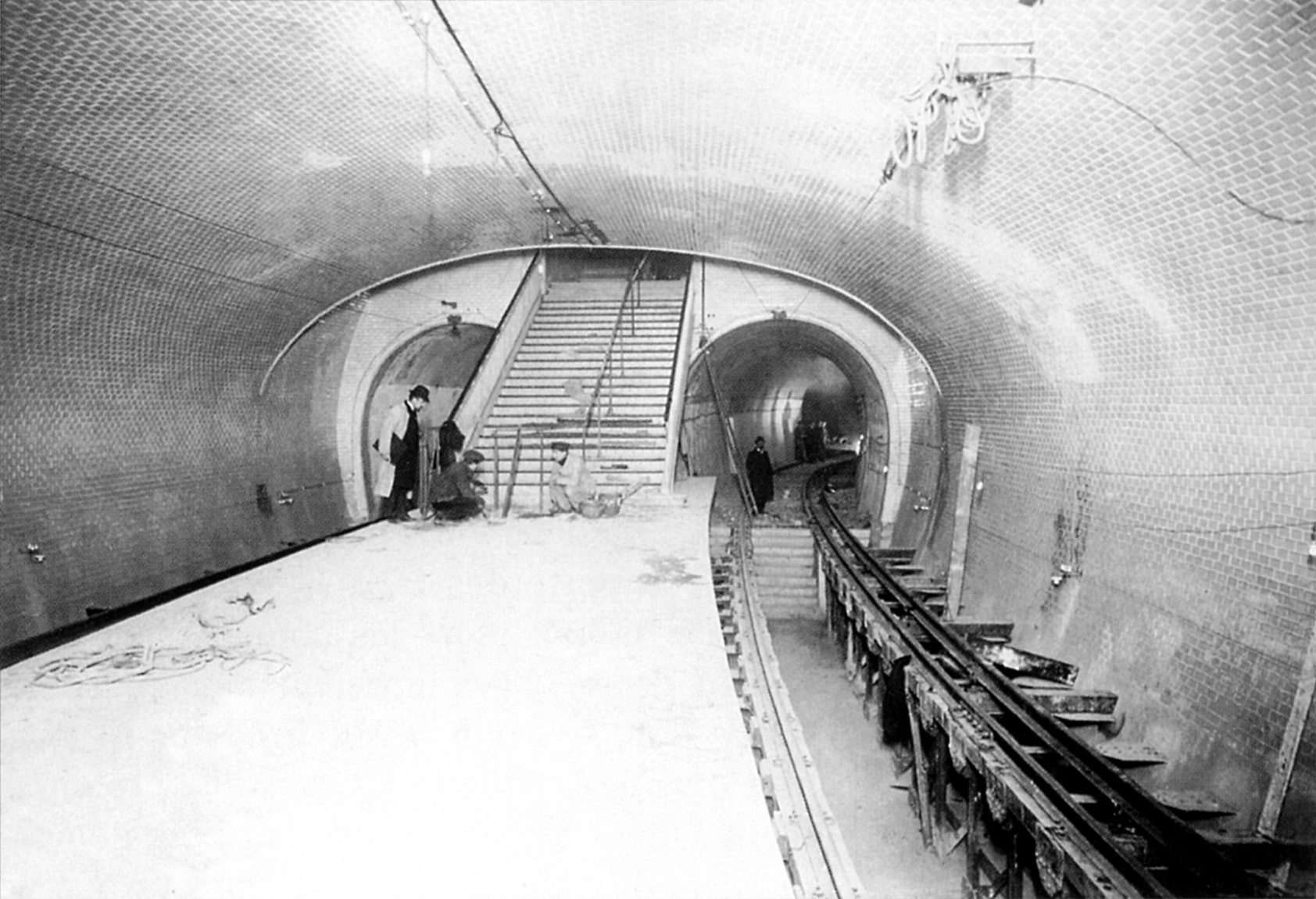
Le quai départ de la station Gambetta de la ligne 3, peu avant son ouverture en 1905. Ce quai est devenu en 1971 le terminus de la ligne 3 bis, de nouveaux quais ayant été édifiés pour la ligne 3.

La concession d'un second axe est-ouest après la ligne 1, est accordée à la Compagnie du chemin de fer métropolitain de Paris (CMP) par le Conseil municipal de Paris le 13 mars 1903. Le 19 octobre 1904, le tronçon Villiers - Père Lachaise de la ligne 3 est ouvert à l'exploitation, puis la ligne est ouverte dans son intégralité jusqu'à Gambetta le 25 janvier 1905. La nouvelle ligne comporte dix-sept stations. Une extension vers l'ouest est mise en service progressivement jusqu'à Pereire le 23 mai 1910 puis Porte de Champerret le 15 février 1911.

### Le prolongement de la ligne 3
Le Conseil municipal de Paris lors de sa délibération du 14 juin 1901 avait émis le souhait de voir étudié un réseau complémentaire aux premières lignes construites afin de ne laisser, en principe, aucun point de la ville à plus de quatre cents mètres d'une station du métropolitain.
Le projet de Fulgence Bienvenüe présenté le 4 décembre 1901 propose plusieurs nouvelles lignes et prolongements, dont celui de la ligne 3 de Gambetta à la porte de Romainville (Porte des Lilas).
Un deuxième emprunt de 179 millions de francs destiné à financer les travaux décidés est voté le 26 juin 1903. Le 28 décembre 1905, le Conseil municipal de Paris concède le prolongement à la Compagnie du chemin de fer métropolitain de Paris (CMP). Cette concession est confirmée à titre définitif lors de la séance du conseil du 23 décembre 1907. Finalement, un troisième emprunt de quarante-cinq millions de francs est autorisé par la loi du 10 avril 1908, mais celui-ci n'est émis qu'en avril 1910 dans l'attente de la déclaration d'utilité publique.

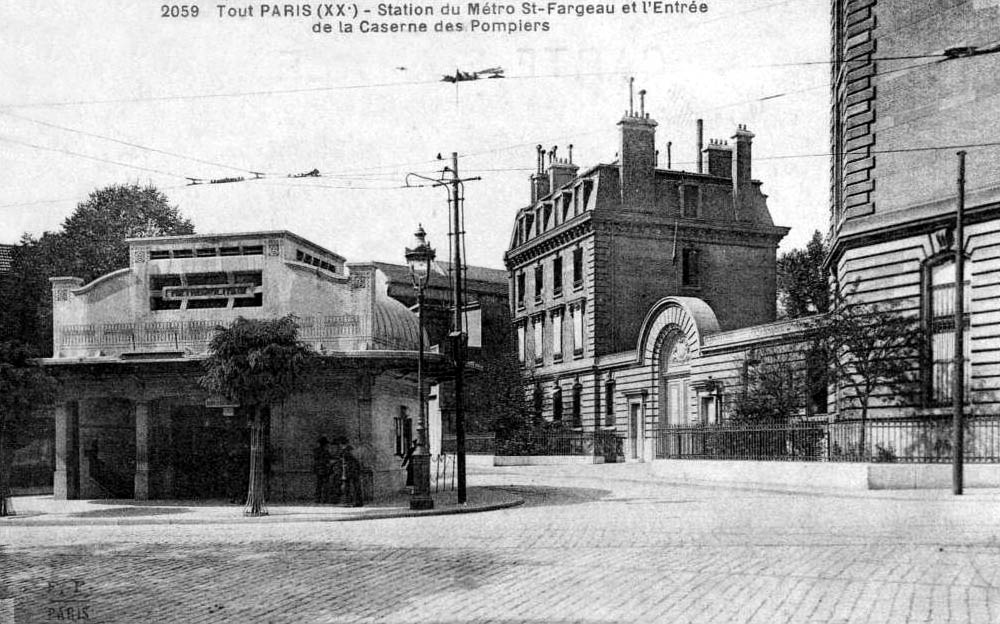
Entrée de la station Saint-Fargeau, avec son édicule caractéristique, vers 1920.

Le prolongement prévu, avec raccordement à la ligne 7 (actuelle 7 bis) à la station Pré-Saint-Gervais, est long de 2,157 kilomètres. Il est construit sous l'avenue Gambetta jusqu'à la porte des Lilas, où une boucle de retournement est aménagée sous les fortifications. Les travaux sont rendus délicats par la nature des terrains rencontrés, particulièrement instables et saturés d'eau, en raison de la présence ancienne du lac Saint-Fargeau. Par conséquent, le tunnel a été édifié dans la couche de gypse, très en profondeur, avec aménagement de stations possédant une voûte renforcée et équipées d'ascenseurs qui relient les quais à la surface. Au-delà de la porte des Lilas, un tunnel à double voie, qui se prolonge par deux tunnels à voie unique, la voie des Fêtes (tunnel sud) et la voie navette (tunnel nord), raccorde le prolongement à la ligne 7, afin de prévoir une exploitation de cette dernière jusqu'à la porte des Lilas.
Les travaux sont presque achevés à la veille de la Première Guerre mondiale, durant laquelle ils se poursuivent au ralenti. Le tronçon est remis à la CMP le 23 février 1920, mais cette dernière n'aménage pas immédiatement le prolongement : elle attend l'engagement de la Ville à verser les fonds nécessaires dans l'attente de la nouvelle convention de 1920. Les derniers travaux sont repris en décembre 1920.
Depuis les projets originels, l'idée d'envoyer les trains de la ligne 7 à la porte des Lilas avait été abandonnée, les trains de la ligne 3 suffisant à cette desserte (la ligne 11 n'existait pas à cette époque). Néanmoins, afin de relier les lignes 3 et 7, une exploitation sous forme de navette est prévue sur la voie nord du raccordement, appelée depuis la voie navette. Celle-ci est assurée avec une rame formée de deux motrices dites petites Sprague de 10,85 mètres de long, prélevées sur la ligne 2. La voie des Fêtes et la station Haxo sont de ce fait devenues inutiles : la voie ne sert plus qu'au garage des trains de la ligne 3 et la station n'est pas achevée et reste sans accès à la voie publique. Le tronçon Gambetta - Porte des Lilas et la navette sont inaugurés le 27 novembre 1921.
La navette cesse de fonctionner, quant à elle, avec la mise en place du service restreint durant la Seconde Guerre mondiale, le 3 septembre 1939.

### La création de la ligne 3 bis

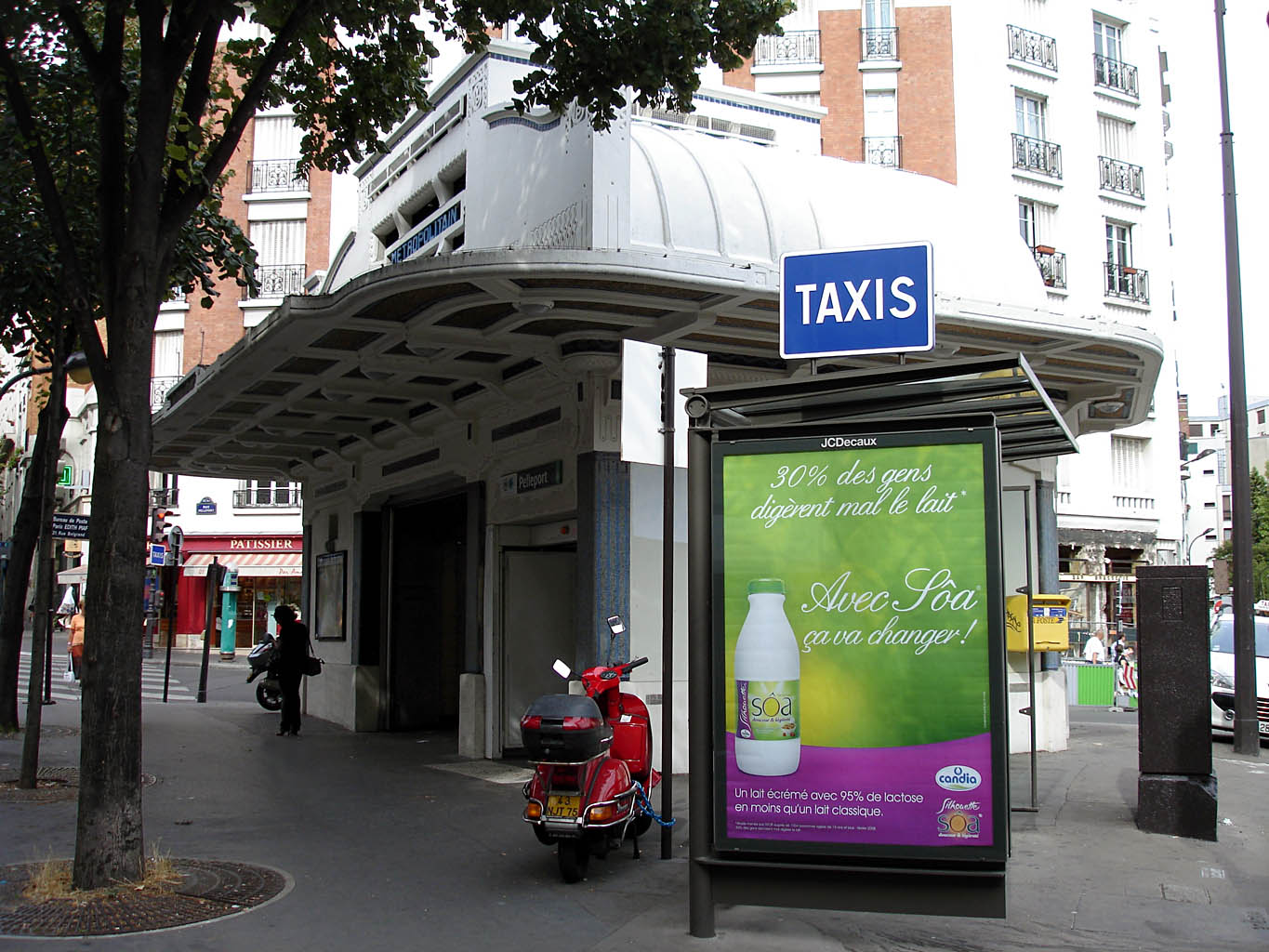
L'édicule de la station Pelleport.

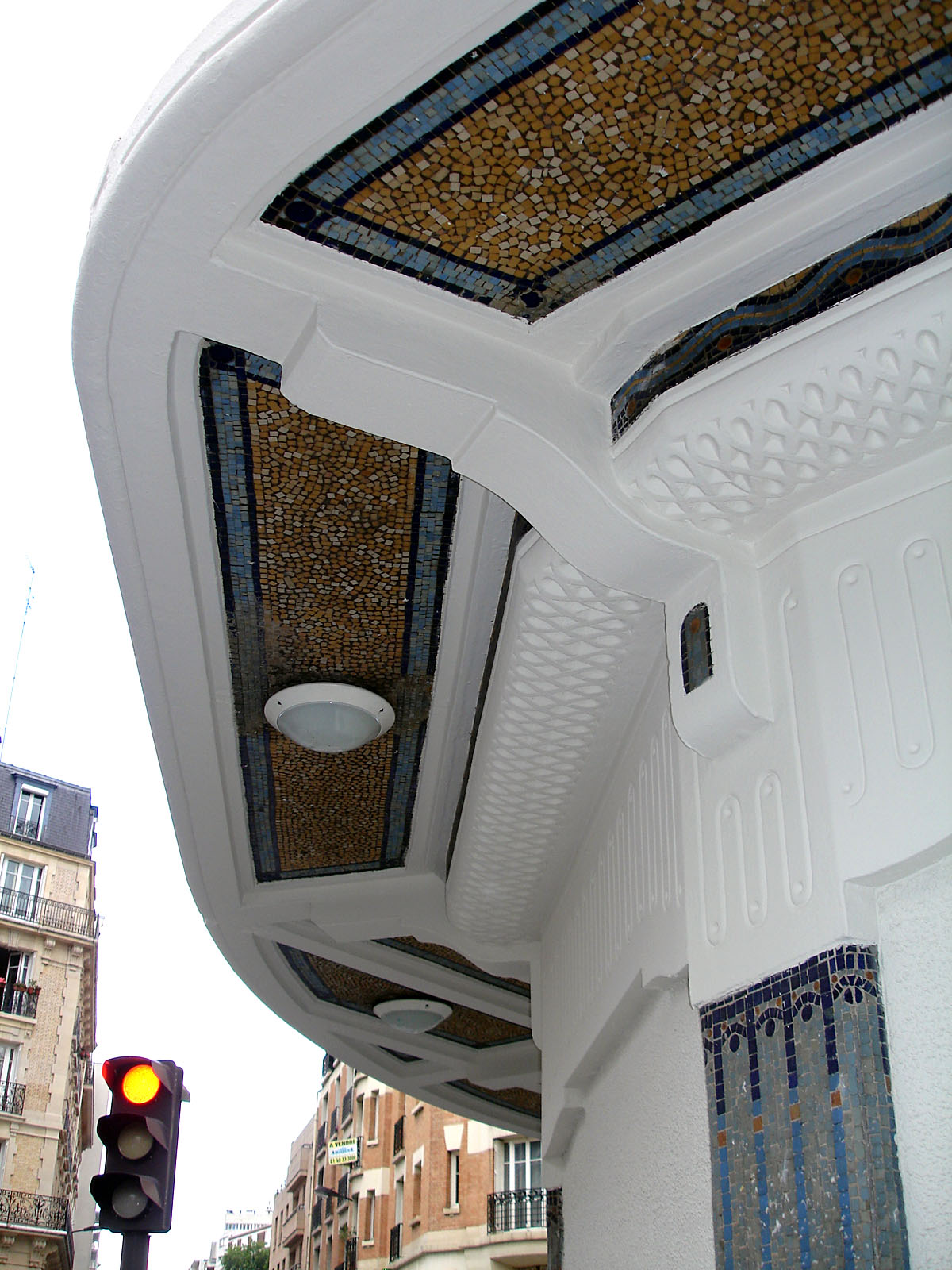
La décoration de l'édicule à Saint-Fargeau.

Dans le courant des années 1960, les pouvoirs publics constatent que le secteur de la porte de Bagnolet est insuffisamment desservi par les transports en commun, bien qu'il y ait une forte demande. Il est donc décidé de prolonger la ligne 3 vers Bagnolet (Gallieni) depuis la place Gambetta. Le flux de voyageurs prévu étant bien plus important vers Bagnolet que vers Porte des Lilas, on renonce à une exploitation en fourche. Le terminus de la porte des Lilas est alors abandonné au profit du nouveau, édifié à Bagnolet, tout en créant une courte ligne autonome Gambetta — Porte des Lilas : c'est la ligne 3 bis.
À cette occasion, la station Gambetta, jusqu'alors constituée de deux demi-stations, est profondément remodelée : la demi-station sud est détruite alors que la demi-station nord est réutilisée comme terminus de la nouvelle ligne 3 bis, avec deux voies en impasse encadrant un quai central. De nouveaux quais sont créés pour la ligne 3, et la station Martin Nadaud, qui était située à seulement 235 mètres des anciennes stations, sous la place du même nom, est neutralisée. Cette ancienne station se situait à l'emplacement du prolongement des quais actuels, bordés de barrières, en direction de Pont de Levallois, ce qui explique la longueur hors-norme des quais de la nouvelle station Gambetta.
La nouvelle station Gambetta est mise en service le 23 août 1969 ; la ligne 3 bis n'est en revanche débranchée que le 27 mars 1971 et le prolongement à Bagnolet est ouvert au public le 2 avril 1971. La ligne 3 bis est reliée à un poste de commande centralisé (PCC) en 1970, avec la ligne 3. Elle n'est en revanche pas dotée du pilotage automatique, son trafic limité ne justifiant pas son installation.

## Tracé et stations

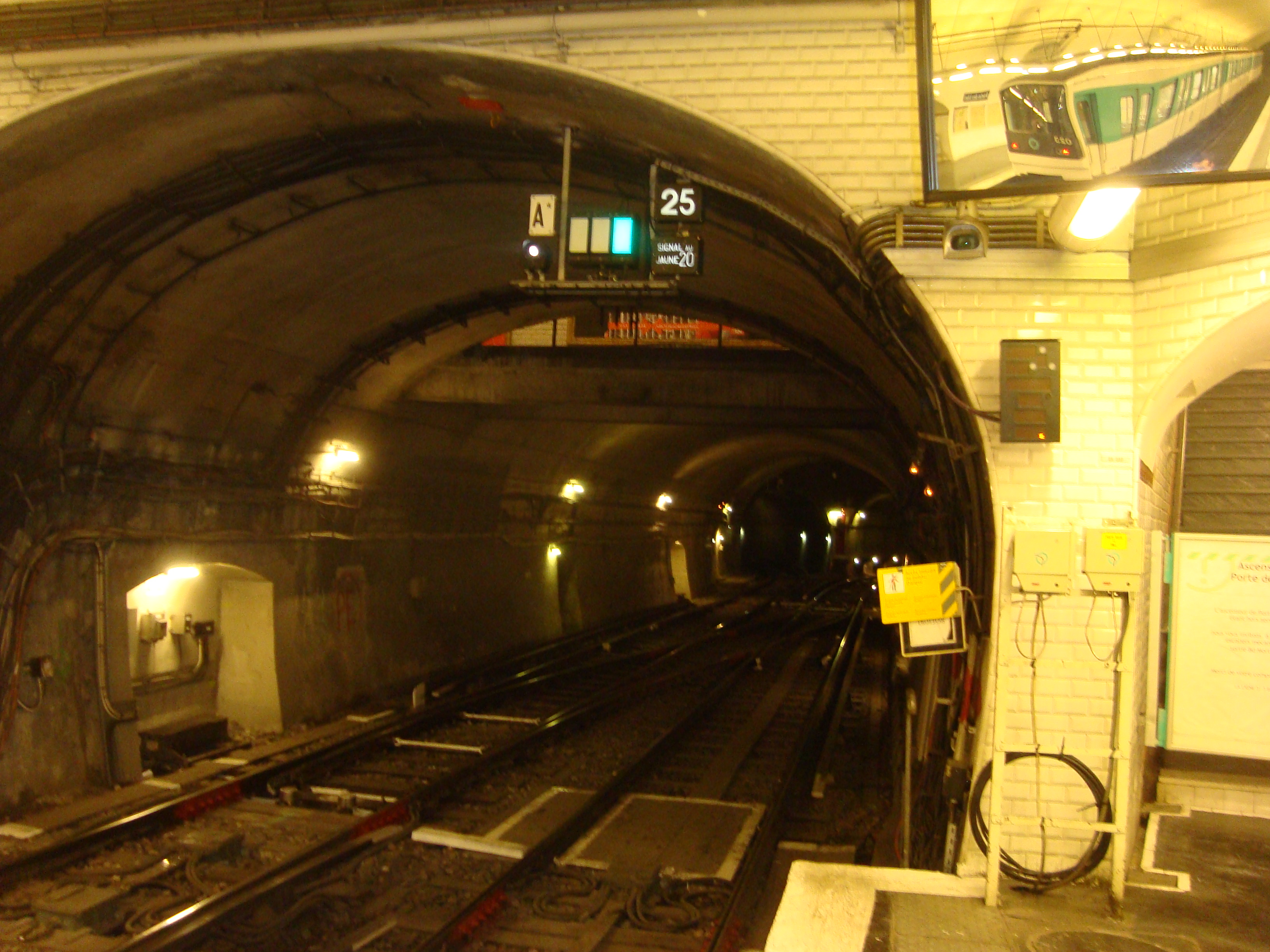
Vue de la voie de retournement de la station Porte des Lilas.

### Tracé
La ligne 3 bis est entièrement souterraine ; sa longueur totale est de 1,289 kilomètre. Avec seulement quatre stations, la longueur moyenne des interstations n'est que de 433 mètres.
Elle naît au terminus Gambetta avec deux voies en impasse encadrant un petit quai central. La ligne remonte l'avenue Gambetta en direction du nord-est et en quasi-ligne droite, dessert les deux stations profondes Pelleport et Saint-Fargeau avant de gagner son terminus, Porte des Lilas.
La ligne s'achève par une boucle de retournement, dont une des deux voies est équipée d'un trottoir de manœuvre, et qui possède un raccordement à la voie navette.

### Liste des stations

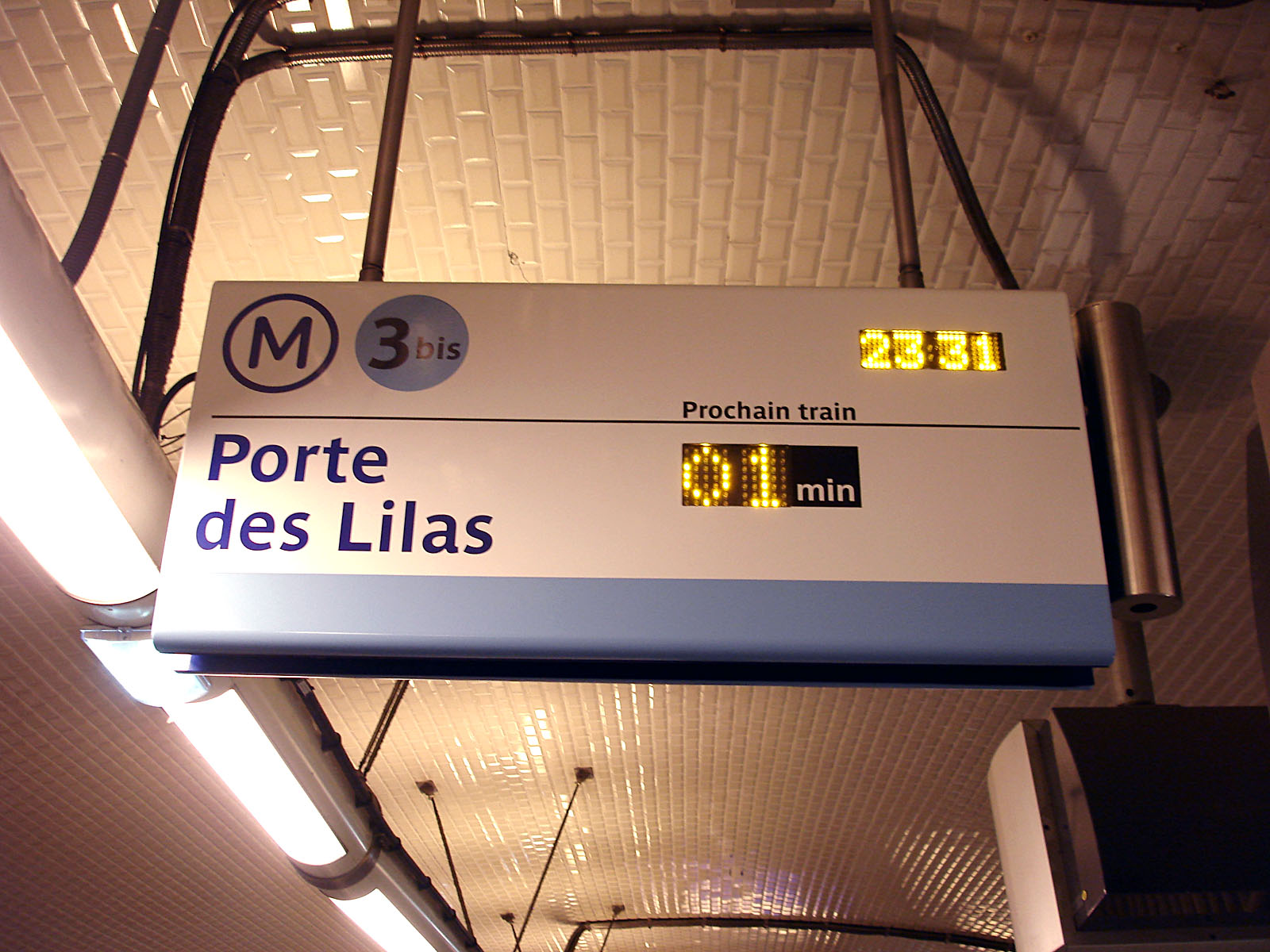
Un panneau SIEL à la station Gambetta.

Avec la ligne 7 bis, la ligne 3 bis était en 2009 la seule du réseau à ne pas disposer du système d'information en ligne, couramment désigné par le sigle SIEL, qui donne le temps d'attente des deux prochaines rames. Toutefois, fin 2009 et début 2010, les deux lignes bis ont été équipées de ce système, qui présente ici la spécificité de n'afficher que la prochaine rame, et non les deux prochaines. Ces mises en service achèvent le déploiement du système sur le réseau parisien.
La ligne 3 bis comprend les stations suivantes, en commençant par le terminus sud (les lignes en correspondance sont désignées par leurs seuls numéros de ligne) :
|  |   |  | Station         | Coordonnées                 | Communes | Correspondances         |
|  | - |  | --------------- | --------------------------- | -------- | ----------------------- |
|  | ■ |  | Gambetta        | 48° 51′ 54″ N, 2° 23′ 54″ E | 20e      | (M) · (3)               |
|  | • |  | Pelleport       | 48° 52′ 07″ N, 2° 24′ 06″ E | 20e      |                         |
|  | • |  | Saint-Fargeau   | 48° 52′ 19″ N, 2° 24′ 16″ E | 20e      |                         |
|  | ■ |  | Porte des Lilas | 48° 52′ 38″ N, 2° 24′ 24″ E | 19e, 20e | (M) · (11) · (T) · (3b) |

### Intermodalité
La ligne 3 bis est en correspondance avec la ligne 3 à la station Gambetta et avec la ligne 11 ou le tramway de la ligne T3b à la station Porte des Lilas. Deux raccordements existent avec la ligne 7 bis mais aucune correspondance pour des voyageurs n'est organisée.

### Stations à thème ou particulières

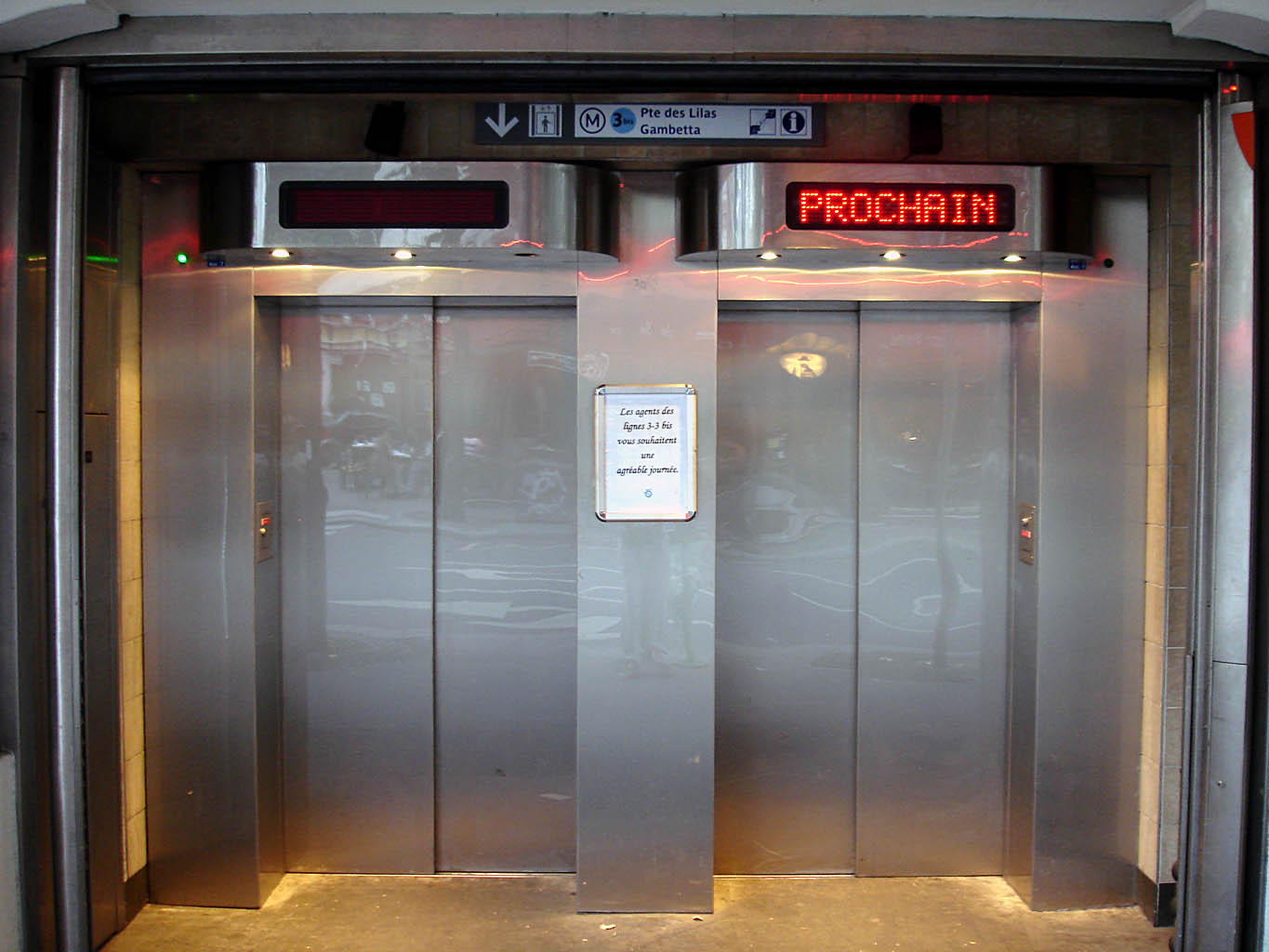
Les ascenseurs de la station Pelleport.

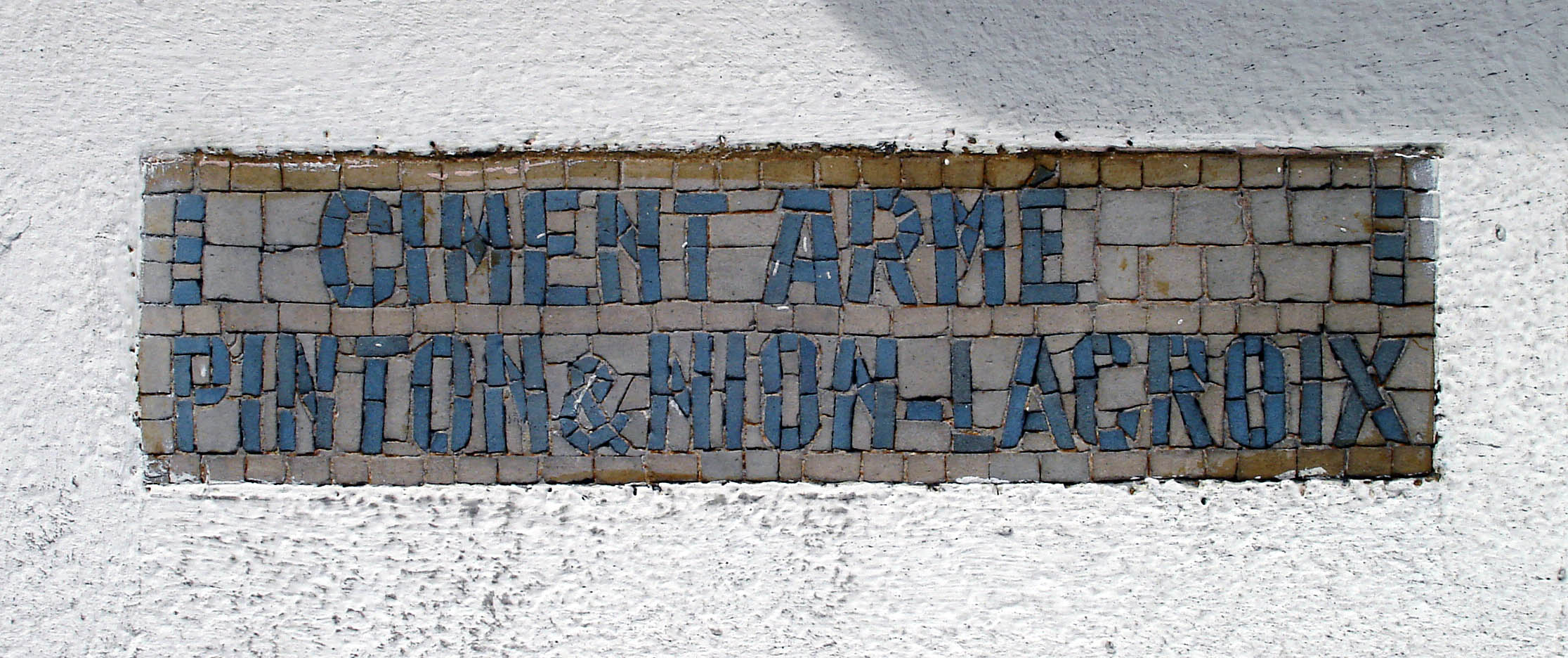
Mosaïque des entrepreneurs Pinton et Nion-Lacroix sur un édicule.

Les stations de la ligne possèdent des quais de soixante-quinze mètres de longueur, accessibles aux trains de cinq voitures. La ligne étant construite à grande profondeur, les quais des stations Pelleport, Saint-Fargeau et Porte des Lilas sont situés entre 19 et 25 mètres sous la surface et accessibles par des ascenseurs. L'architecte Charles Plumet est chargé de la construction des édicules extérieurs des stations Pelleport, Saint-Fargeau et Porte des Lilas.
À la suite des critiques émises sur l'aménagement de précédentes stations construites sur d’autres lignes, où il faut descendre une première fois pour trouver la salle de vente des titres de transport, puis de nouveau descendre jusqu'aux quais, l'architecte Plumet réalise les accès aux ascenseurs directement en surface.
Les trois édicules réalisés en béton armé et en ciment de Grenoble sont ornés de céramiques de Gentil & Bourdet ; les entrepreneurs sont Pinton et Nion-Lacroix.

### Raccordements

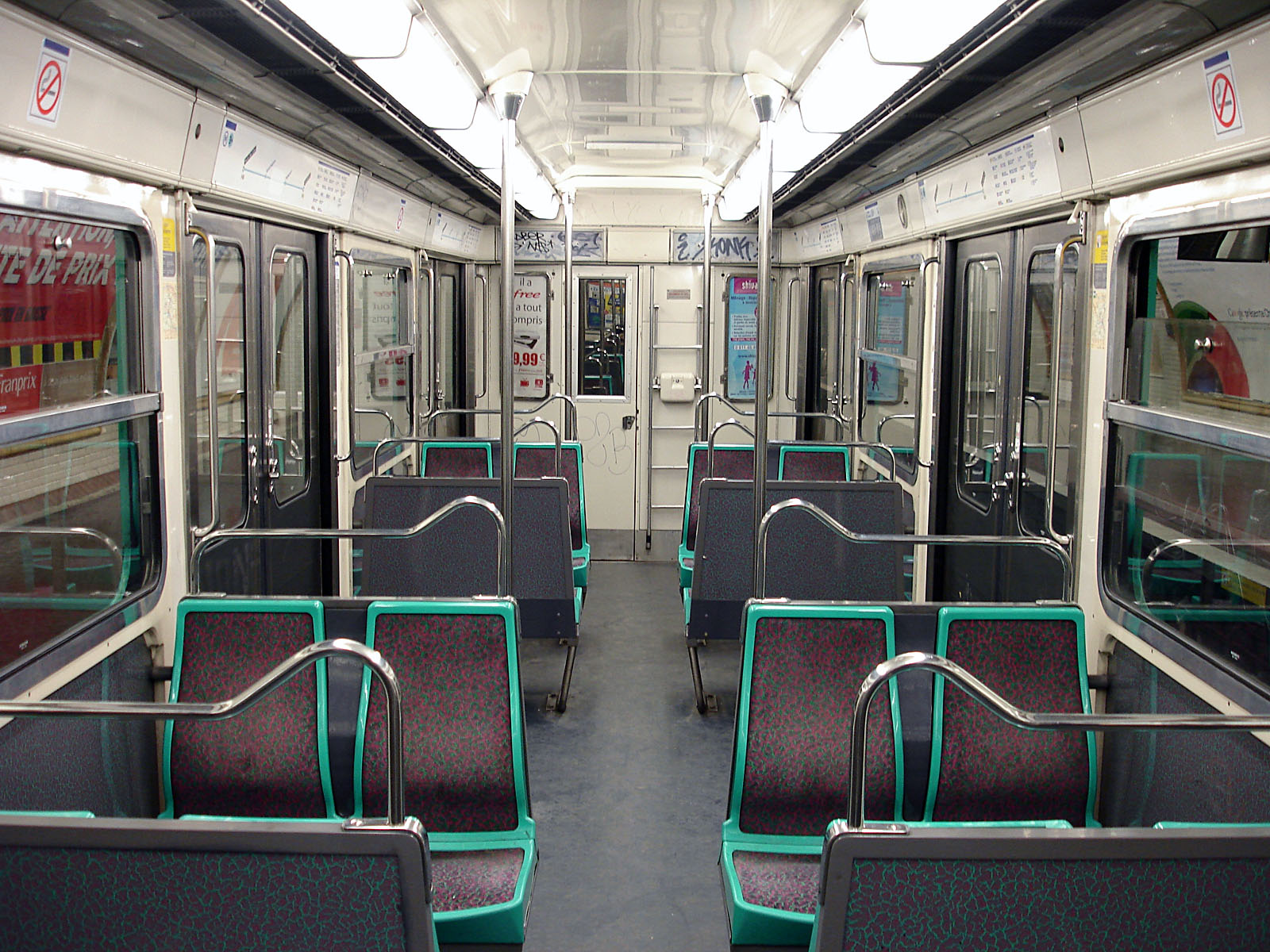
Les MF 67 de la ligne 3 bis ont la particularité de ne pas disposer de strapontins, en raison de la faible fréquentation de la ligne.

La ligne compte deux raccordements avec le reste du réseau :
- avec la ligne 3, au nord du terminus Gambetta sur la voie direction Porte des Lilas, en talon, par l'ancien itinéraire des trains de Pont de Levallois - Bécon vers Porte des Lilas ;
- avec la ligne 7 bis, à la sortie du terminus Porte des Lilas sur la voie direction Gambetta, en talon.

Ce dernier raccordement est constitué à l'origine de deux voies qui étaient destinées à grouper l'exploitation des lignes 3 et 7.
Dans le sens ligne 3 vers ligne 7, la voie unique débouche dans la station Pré-Saint-Gervais et a servi jusqu'à la veille de la Seconde Guerre mondiale de navette exploitée en service commercial, d'où son nom de « Voie navette », puis de voie d'essais, notamment pour la première motrice sur pneus, le MP 51.
Dans l'autre sens, la voie également unique, appelée « Voie des Fêtes », provient de la station Place des Fêtes, et dessert une station Haxo qui n'a jamais été ouverte au public, ses accès n'ayant pas été construits. Les deux voies se réunissent dans une station Porte des Lilas spécifique, utilisée pour des tournages de films.

### Ateliers
Le matériel roulant de la ligne est entretenu, comme celui de la ligne 3, aux ateliers de Saint-Fargeau, raccordés à la station Gambetta.
La maintenance lourde et la révision régulière (batteries, bobinages, peintures) du matériel de la ligne 3 bis, comme tous les matériels sur fer du réseau, se déroule aux ateliers de Choisy.

## Exploitation

### Desserte
En 2010, le parcours complet de la ligne demande seulement quatre minutes. Comme sur les principales lignes du métro de Paris, le premier départ a lieu de la tête de ligne vers 5 h 30 (5 h 27 de Porte des Lilas et 5 h 32 de Gambetta) ; le dernier départ a lieu à 1 h 4 de Porte des Lilas et à 1 h 11 de Gambetta, mais il est fixé respectivement à 2 h 5 et à 2 h 11 les nuits des vendredis aux samedis, des samedis aux dimanches et des veilles de fête aux jours de fête. La ligne est correctement desservie malgré sa faible fréquentation : l'intervalle moyen entre les rames est de trois à cinq minutes en journée et de huit à neuf minutes en extrême soirée. Le dimanche matin, l'intervalle est de six à huit minutes, et dix minutes les nuits des vendredis aux samedis, des samedis aux dimanches et des veilles de fête aux jours de fête après 0 h 30 (après 1 h 15 les nuits des vendredis aux samedis).

### Matériel roulant
Jusqu'en 1971, le matériel roulant circulant sur ce tronçon est celui de la ligne 3. Puis, le matériel utilisé est le Sprague-Thomson, jusqu'en juillet 1981. Depuis cette date, la ligne est parcourue par six rames MF 67 (qui ont été rénovées entre 1995 et 1998) ne comportant que trois voitures en raison de la faible affluence.
À l'horizon 2027, la ligne 3 bis devrait recevoir un nouveau matériel, le MF 19, en version spéciale à 4 voitures.

### Le personnel d'exploitation

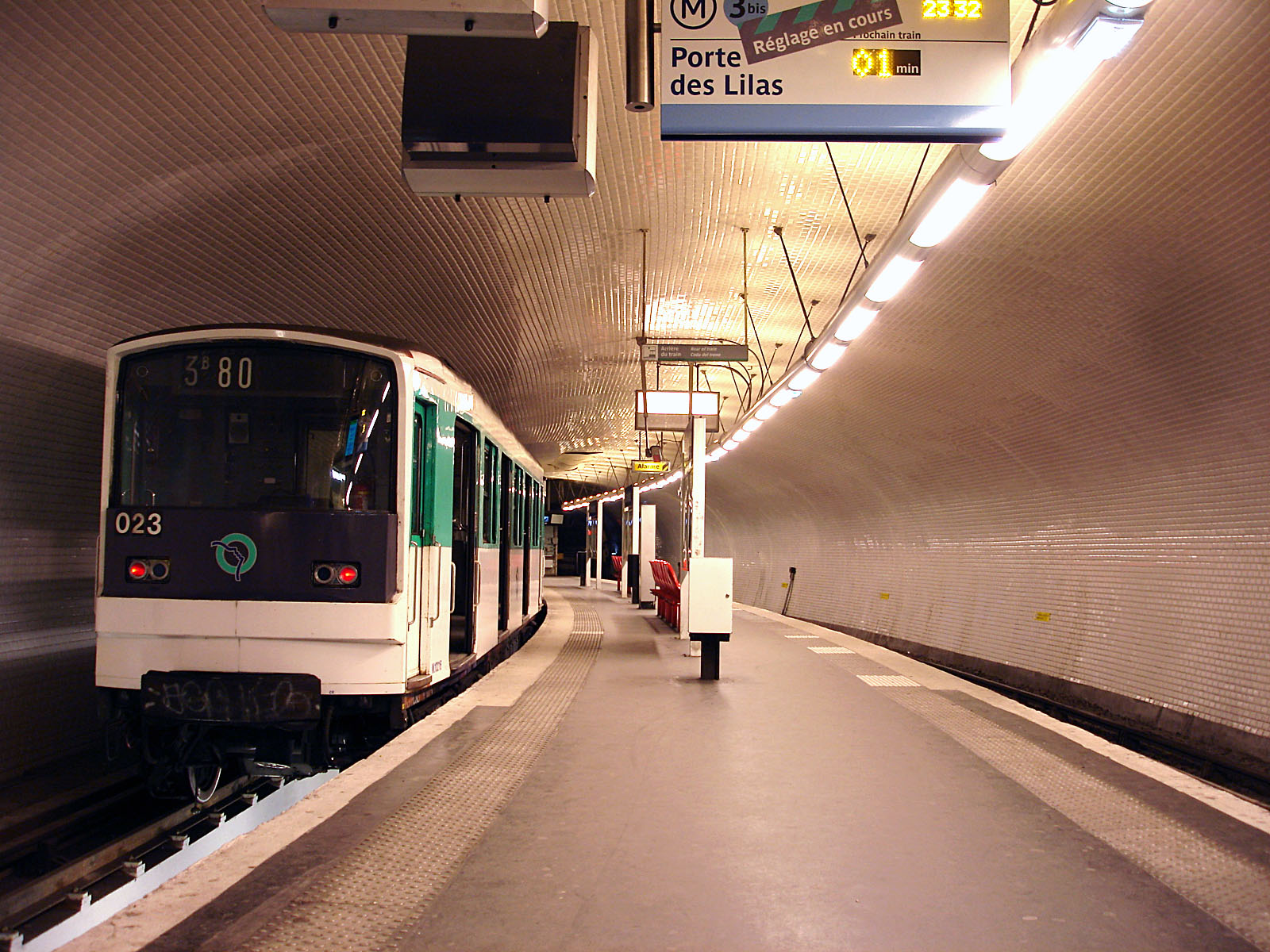
Un MF 67 garé à la station Gambetta, terminus sud de la ligne.

On distingue deux catégories de personnel : les agents en station et les agents de conduite.
Les agents de station ont pour mission de tenir la caisse, d'assurer le contrôle des voyageurs ainsi que la gestion des lieux, la vérification des installations et des autres tâches à définir selon les besoins du service. Quelques agents sont par ailleurs détachés pour la durée du service afin d'assurer les relèves de caisses. Les conducteurs assurent la marche des rames. Le service est assuré sur trois roulements de travail (matin, après-midi, nuit).

### Tarification et financement
La tarification de la ligne est identique à celle en vigueur sur tout le réseau du métro. Un ticket « métro-train-RER », qui remplace le ticket t+ au 1er janvier 2025, permet un trajet simple quelle que soit la distance, avec une ou plusieurs correspondances possibles avec les autres lignes de métro, de Transilien ou de RER pendant une durée maximale de 1 h 30 entre la première et dernière validation. En revanche, un ticket « métro-train-RER » ne permet pas d'emprunter les bus et les tramways, à l'exception des lignes « Tram Express » à titre temporaire.
Le financement du fonctionnement de la ligne (entretien, matériel et charges de personnel) est assuré par l'exploitant. Cependant, les tarifs des billets et abonnements sont limités par choix politique et leur montant ne couvre pas les frais réels de transport. Le manque à gagner est compensé par l'autorité organisatrice, Île-de-France Mobilités, présidée depuis 2005 par le président du conseil régional d'Île-de-France et composé d'élus locaux. Elle définit les conditions générales d'exploitation, ainsi que la durée et la fréquence des services. L'équilibre financier du fonctionnement est assuré par une dotation globale annuelle aux transporteurs de la région grâce au versement mobilité payé par les entreprises et aux contributions des collectivités publiques.

### Trafic
Le trafic de la ligne 3 bis est inclus dans les statistiques de la ligne 3 présentées ci-dessous.
| Année                             | 1992 | 1993 | 1994 | 1995 | 1996 | 1997 | 1998 | 1999 | 2000 | 2001 | 2002 | 2003 | 2004 |
| Nombre de voyageurs (en millions) | 88,1 | 87,1 | 87,2 | 76,3 | 83,3 | 84,5 | 85,3 | 87,6 | 93,2 | 95,9 | 94,2 | 90,6 | 87,6 |

En 1998, le trafic annuel de la seule ligne 3 bis se monte à 1 949 408 voyageurs. À titre de comparaison, il faut quatre jours en semaine à la ligne 1 pour atteindre ce même trafic. Le trafic quotidien atteint 6 885 voyageurs en moyenne chaque jour ouvrable, 4 285 le samedi et 2 309 le dimanche, ce qui en fait, de loin, la ligne la moins fréquentée du réseau. En 2003, le trafic annuel diminue légèrement pour atteindre 1 680 539 voyageurs, avec un trafic quotidien de 5 674 voyageurs en moyenne chaque jour ouvrable, 3 629 le samedi et 2 090 le dimanche.

## Projets

### Fusion des lignes 3 bis et 7 bis

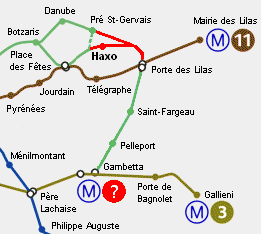
Schéma du projet de fusion des lignes 3 bis et 7 bis.

La fusion des lignes 3 bis et 7 bis est proposée en tant qu'étape ultérieure (horizon 2030) de l'avant-projet du Schéma directeur de la région Île-de-France (SDRIF). Ce raccordement pourrait réutiliser la voie des Fêtes et la voie navette, permettant éventuellement l'ouverture de la station fantôme Haxo. Par ailleurs, l'avant-projet du SDRIF prévoit aussi, dans sa phase 2, un prolongement de la ligne 7 bis à Château-Landon pour une correspondance avec la gare de l'Est.

### Renouvellement de la signalisation ferroviaire
Dans les années 2020, après acquisition des nouveaux trains MF 19, la ligne devrait être équipée d'OCTYS, le pilotage automatique niveau 1, prédisposé pour évoluer en niveau 2, également en service sur les lignes 3, 5, et 9, marché qui concerne aussi les lignes 7 bis et 10. Le 6 mai 2021, la RATP choisit Alstom pour automatiser la ligne 3 bis avec le système i-CBTC, nommé OCTYS pour une pose en 2025 correspondant à la livraison des MF 19.

## Tourisme
La ligne 3 bis ne dessert que quatre stations toutes situées dans le 20e arrondissement de Paris. Elle ne traverse aucun quartier touristique (mis à part le Cimetière du Père-Lachaise) ni aucun secteur très animé de la ville ; elle reste méconnue des Parisiens. On peut toutefois observer l'architecture originale des édicules d'accès à ses stations avec bas reliefs et décoration de faïences. Son atmosphère assez insolite, similaire à la ligne 7 bis, est diamétralement opposée à celle des grandes lignes très fréquentées, par exemple les lignes 1, 4 et 13 : ses trains ont peu de voyageurs et ses stations sont quasiment désertes.